# Зафарабадский район (Таджикистан)
Зафараба́дский район (тадж. Ноҳияи Зафаробод) — административный район в Согдийской области Республики Таджикистан.
Образован 20 декабря 1965 года. Районный центр — посёлок городского типа Зафарабад, расположенный в 106 км западнее города Худжанда. Территория Зафарабадского района составляет 441,0 км².

## География
Зафарабадский район расположен между Туркестанским хребтом и Ферганской долиной. На севере, западе и юго-западе граничит с Сырдарьинской и Джизакской областями Узбекистана, на юге — с Истаравшанским районом, на востоке — с Спитаменским районом Согдийской области Таджикистана.

## Население
Население по оценке на 1 января 2022 года составляет 77 400 человек, в том числе городское — в посёлках Зафаробод (18,2 тыс.), Мехнатобод (12,2 тыс.), Сугдиён (11,2 тыс.) — 53,7 % или 41 600 человек..
| Численность населения | Численность населения | Численность населения | Численность населения | Численность населения | Численность населения | Численность населения | Численность населения |
| 2003                  | 2004                  | 2005                  | 2006                  | 2007                  | 2008                  | 2009                  | 2019                  |
| --------------------- | --------------------- | --------------------- | --------------------- | --------------------- | --------------------- | --------------------- | --------------------- |
| 52 400                | ↗53 800               | ↗55 000               | ↗56 300               | ↗57 300               | ↗58 500               | ↗59 800               | ↗74 200               |
| 2020                  | 2021                  | 2022                  |                       |                       |                       |                       |                       |
| ↗75 900               | →75 900               | ↗77400                |                       |                       |                       |                       |                       |

## Административное деление
В состав Зафарабадского района входят 3 посёлка городского типа — Зафаробод, Мехнатобод, Сугдиён, а также 2 сельских общин (тадж. ҷамоати деҳот):
| Административное деление Зафарабадского района |                  |
| Сельская община                                | Население (2020) |
| Зафаробод                                      | 27 148           |
| Мехнатобод                                     | 13 208           |
| Сугдиён                                        | 11 500           |
| Равшан                                         | 16 363           |
| Джоми                                          | 7 264            |

Главой Зафарабадского района является Председатель Хукумата, который назначается Президентом Республики Таджикистан. Главой правительства Зафарабадского района является Председатель Хукумата. Законодательный орган Зафарабадского района — Маджлис народных депутатов, который избирается всенародно на 5 лет.